# La Venus Tropical
La Venus Tropical es una escultura del artista ecuatoriano Evelio Tandazo, la obra fue elaborada en 1960.

## Historia
Tandazo era egresado del colegio de Bellas Artes cuando recibió en 1958 el encargo de realizar una escultura de la madre de Atahualpa, el proceso de moldeado en barro duró 1 año, la escultura fue creada en un taller de la escuela de Bellas Artes en donde estuvo hasta el año de 1960, desde entonces se encuentra en la entrada de la Biblioteca Municipal de Guayaquil. Existen dos réplicas de la venus tropical una realizada en bronce ubicada en el Parque Forestal y otra elaborada en el mismo material de la original ubicada en los talleres del escultor.

## Descripción
La obra de estilo figurativo tiene una altura de 2 metros con 40 centímetros, es de color blanca y representa una mujer desnuda con rasgos faciales indígenas.